# Aponogeton undulatus
Aponogeton undulatus is een waterplant, die voorkomt in Aziatische landen zoals India en Sri Lanka. Het is een waterplant die geheel onder water groeit. Ze wordt soms in aquaria gehouden.
De bladeren van de plant zijn bleekgroen, met een lengte van 10 tot 15 centimeter. Drijvende bladeren groeien niet aan de originele soort, maar sommige hybrides groeien deze wel. De bloemen zijn wit van kleur. De wortelstok is ongeveer 5 cm lang en 2.5 cm breed. 
Aponogeton undulatus staat graag in de zon, maar groeit ook in half schaduw. De zaden ontkiemen in zand in ondiep water. 